# 卡茲里突擊步槍
卡茲里（阿塞拜疆語：Xəzri）是阿塞拜疆於2011年與俄羅斯簽定生產許可後以AK-74M作基礎生產的突擊步槍。

## 歷史
2011年阿塞拜疆與俄羅斯簽署了的合同說明了俄方將會向阿塞拜疆提供大量的步槍零件，並允許阿塞拜疆在本土生產AK-74M樣式的步槍。而根據合同條款，這些步槍將會提供給阿塞拜疆內務部和國家安全機構使用。

## 特徵
卡茲里本身为AK-74M在阿塞拜疆境内的特许生产产品，与AK-74M的主要区别为铭刻于其机匣左侧标尺下方的阿塞拜疆厂标，以及机匣左侧前端并排铆钉相较AK-74M多出一枚。然而为特种部队设计的战术版本的卡茲里在外觀方面與原槍有些許不同，其機匣頂部及護木的四周都附有皮卡汀尼導軌，以方便用戶裝上各種瞄準鏡和戰術配件。另外其槍托除了与AK74M相同的深黑色合成材料制成的左侧折叠式的常规款式外，亦有塑料製成的同時為右侧摺疊式及伸縮式的战术版本。

## 使用國

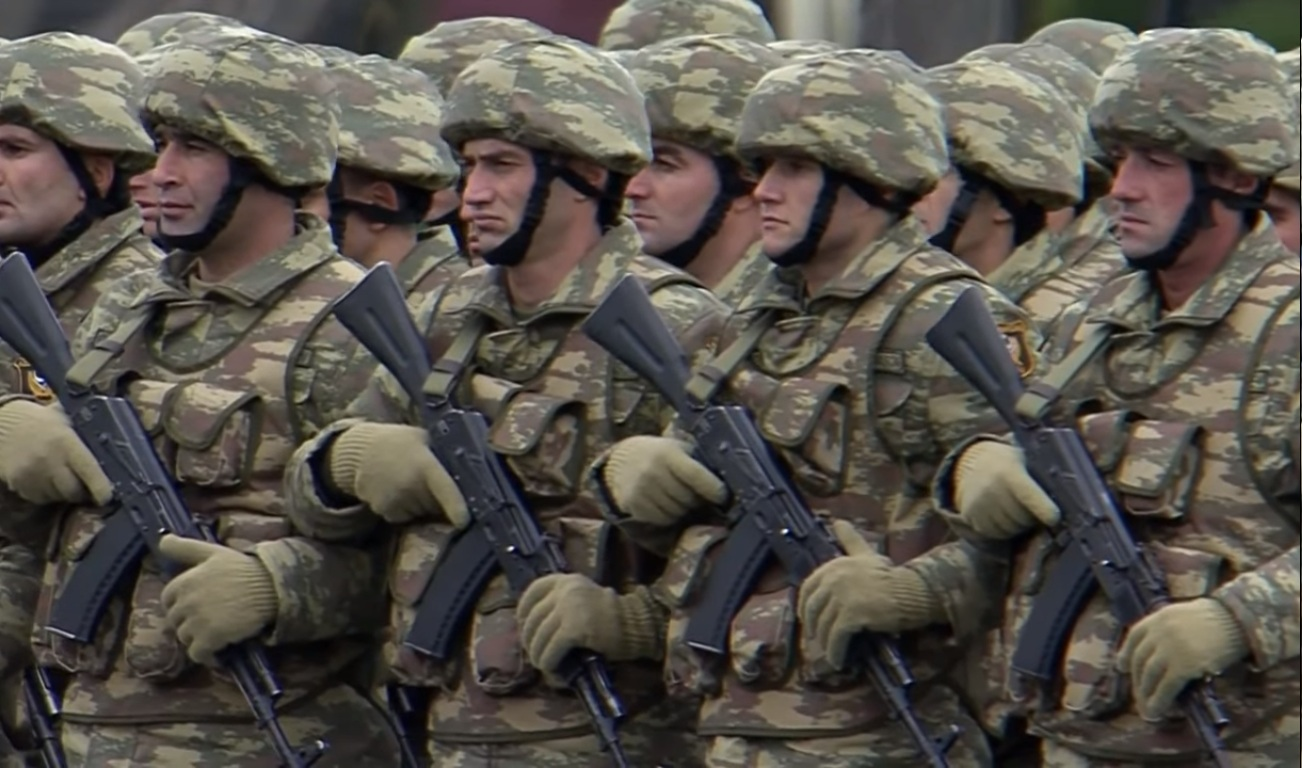
手持卡茲里在巴庫閱兵的阿塞拜疆陆军

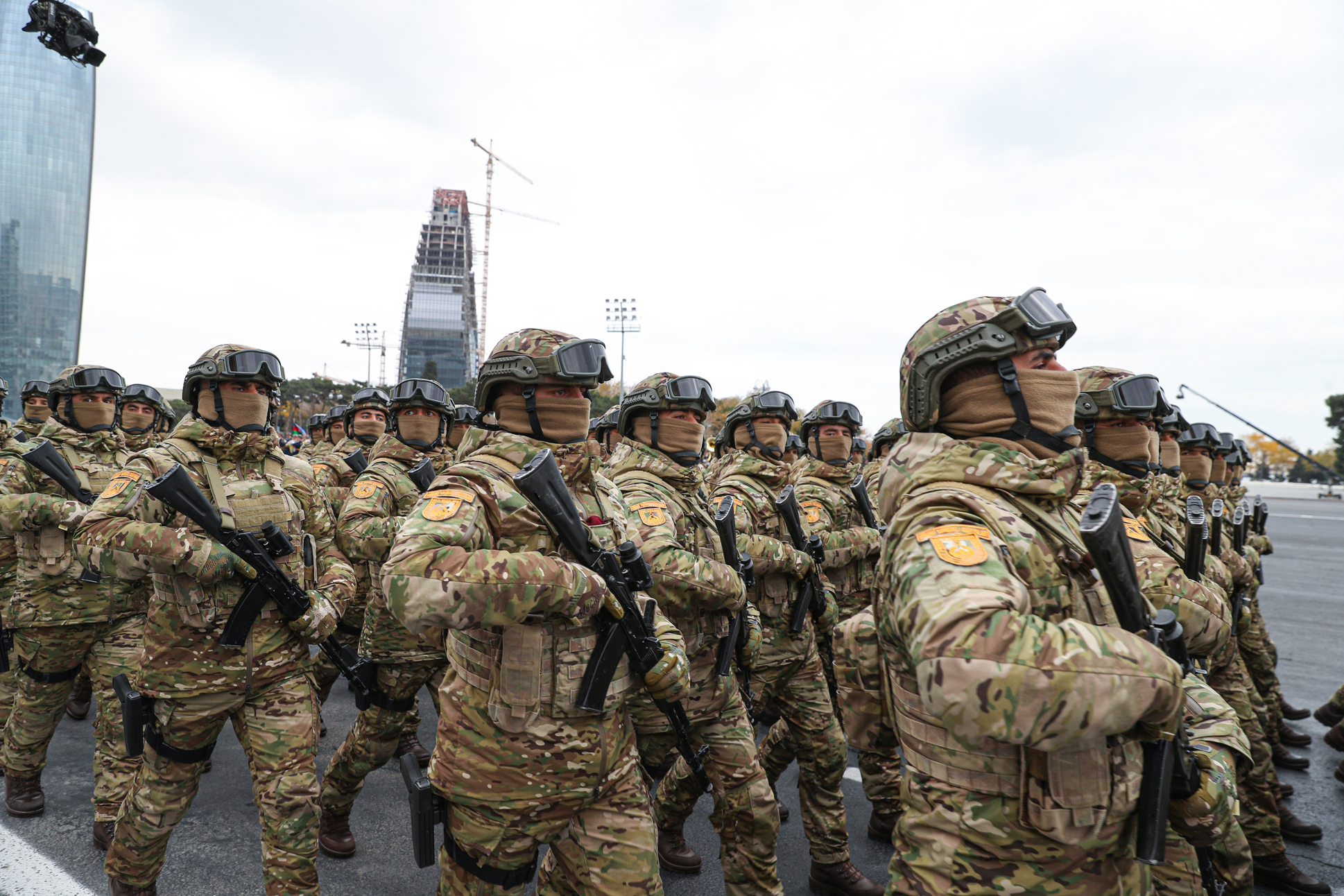
手持卡茲里在巴庫閱兵的阿塞拜疆特种部队

- －目前已裝備阿塞拜疆軍隊和內務部中的特種部隊。

## 外部連結
- ЦАМТО（页面存档备份，存于）

## 另見
- AK-74
- K3
- Vepr